# Francisco da Veiga Beirão
Francisco António da Veiga Beirão GCTE (Lisboa, 24 de Julho de 1841 — Oeiras, Paço de Arcos, 11 de Novembro de 1916), mais conhecido por Francisco Veiga Beirão, ou apenas Veiga Beirão, foi um político português do tempo da Monarquia Constitucional que presidiu ao penúltimo governo antes da implantação da República, governando de 22 de Dezembro de 1909 a 26 de Junho de 1910.

## Biografia
Aos 21 anos, 1862, licenciou-se em Direito pela Universidade de Coimbra. Exerceu advocacia e mais tarde tornou-se num reconhecido jurisconsulto e estadista.
Como profissional exerceu o cargo de conservador do Registo Predial da 1.ª Conservatória de Lisboa.
Foi nomeado em 1887, professor no extinto Instituto Comercial de Lisboa, para as cadeiras de Direito Comercial e Marítimo e Direito Internacional, atingindo mais tarde a categoria de catedrático.  Durante muito tempo foi presidente da Associação de Advogados de Lisboa, vice-presidente da Academia Real das Ciências de Lisboa , também  sócio efectivo do Institut de Droit International e da Real Academia de Jurisprudencia y Legislación de Madrid.
Reconhecido no estrangeiro, foi o primeiro português a receber uma importante distinção de Doctor of Civil Law pela Universidade de Edimburgo, na Escócia no ano de 1905.
A sua competência levou-o a representar Portugal em vários congressos sobre Direito Internacional e no Tribunal Permanente de Arbitragem, na Haia, Países Baixos.
Depois de abraçar o Direito com muita distinção, em 1879 faz uma incursão muito forte na política. 
Começou por militar nos reformistas e transformou-se no delfim de José Luciano de Castro, um progressista em rivalidade com José de Alpoim.
Inicia como deputado pelo Partido Progressista consegue destacar-se e rapidamente chega aos lugares cimeiros do partido, assim permaneceu sem interregnos durante 25 anos.
Foi Par do Reino à data de 4 de Abril de 1905.
Chega a ministro e, fica com a pasta da Justiça e Assuntos Eclesiásticos, por duas vezes nos anos de 1886-1890 e 1890-1900, governos chefiados por José Luciano de Castro, então líder do Partido Progressista.
De 1898 a 1900 foi ministro dos Negócios Estrangeiros. Depois de uma boa prestação neste cargo e na política, chega a presidente do Conselho de Ministros em 22 de Dezembro de 1909 a 26 de Junho de 1910, mas sem pasta.
Ao nível do governo onde mais se destacou foi no ministério da Justiça, principalmente pela autoria do projecto que foi aprovado no Parlamento sobre o Código Comercial, 1888, onde granjeou a projecção política e fama pelo seu dom oratório no parlamento. De notar que este Código continua em vigor, em Portugal, desde 1888, tendo sido, contudo, derrogado diversas vezes por diplomas avulsos reguladores de variadas matérias no âmbito do Direito Comercial, um dos quais, o Código das Sociedades Comerciais de 1986.
Veiga Beirão foi granjeado com muitas condecorações internas e externas, desde logo a mais importante de Portugal a Grã-Cruz da Ordem Militar da Torre e Espada, do Valor, Lealdade e Mérito.
Teve colaboração no suplemento do Jornal do Comércio: a Semana de Lisboa (1893-1895).     
Com a República, reformou-se da política e dedicou-se somente à carreira de advocacia e ao ensino e a uma Associação de advogados.
Considerado um homem da esquerda antiga.
Foi o patrono da Escola Comercial Veiga Beirão, mais tarde Escola Secundária Veiga Beirão, que por decisão do Ministério da Educação foi extinta.